# 夏川亜咲
夏川 亜咲（なつかわ あさき、1987年9月20日 - ）は、日本のAV女優。プライムエージェンシー所属。
東京都出身。身長：158cm 、スリーサイズ：B86（Fカップ）・W58・H86。血液型：A型

## 略歴
2007年に『新人×ギリギリモザイク』でAVデビュー。

## 作品

### アダルトビデオ
2007年
- 新人×ギリギリモザイク 新人ギリギリモザイク（7月7日、エスワン）
- ギリギリモザイク ネットリ濃厚セックス 夏川亜咲(8月7日、エスワン）
- ギリギリモザイク 6つのコスチュームでパコパコ!（9月7日、エスワン）
- ギリギリモザイク 妄想的特殊浴場 本指名（10月7日、エスワン）
- ギリギリモザイク 極上ボディFUCK（11月7日、エスワン）
- ギリギリモザイク 無限絶頂!激イカセ大乱交（12月7日、エスワン）共演:藤倉れいみ

2008年
- ギリギリモザイク ザーメン大乱交（1月7日、エスワン）
- ギリギリモザイク 無限絶頂!激イカセFUCK（2月7日、エスワン）
- ギリギリモザイク ハーレム大乱交 (3月7日 エスワン)共演:仲村知夏、岬リサ
- ギリギリモザイク 絶頂!イキまくり潮吹きFUCK（4月7日、エスワン）
- まるごと4時間×ギリギリモザイク アナタのいいなり玩具 エロい女の絶叫FUCK（5月19日、エスワン）
- アメスク 06（5月23日、プレステージ）
- ヴァーチャル保育園 イカせて亜咲先生（6月1日、ワンズファクトリー）
- 張り型チンポ自慰 01（8月1日、ワンズファクトリー）出演:星野あかり、妃乃ひかり、大沢佑香、小栗杏菜、堀口奈津美、愛乃彩音、辻さき、浅田ちち、新垣さくら、須真杏里、桐島冴子
- sex appeal 08 ISLAND STYLE（8月7日、Groove Girls）
- 巨乳女子校生 6（8月22日、メディアステーション）出演:長谷川ミュウ、山本ルイサ、姫咲まりあ、結城かれん
- 窒息顔騎と絞めつけ騎乗位（10月1日、ワンズファクトリー）出演:風間ゆみ、藤本もも、蜜井とわ、乃亜、ICHIKA、@YOU、響鳴音、羽田夕夏、芽衣奈
- 団地妻生中出し13（10月3日、TMA）出演:深田梨菜、桃咲まなみ、平井柚葉
- コスプレモード女子校生 02（10月10日、ラストラス）出演:泡乃しずく、本上花梨
- 生中出し巨乳ギャル 6（10月24日、メディアステーション）出演:向坂美々、MARIMO、長谷川ミュウ
- 痴女姉 近親相姦（11月21日、GLAY'z）出演:平井柚葉、深田梨菜、桃咲まなみ

2009年
- 私立IP女学院 4 （4月1日、アイデアポケット）共演:東条かれん、みづき伊織、工藤れいか、向井ゆうき、星野あかり、愛原つばさ、夏川えり、黒澤エレナ、姫咲まりあ、芽衣、うるみゆう、白川るり、春野愛、ひなのりく、椿まひる
- 触手 01（4月24日、ギャロップ）
- 痴漢（秘）劇場 奥までたっぷり（5月2日、竹書房）出演:桃咲まなみ、艶堂しほり
- ―極上BODY― 淫らなGAL達に犯されたい☆（5月19日、kira☆kira）出演:南つかさ、早川瀬里奈、村上里沙、赤西涼
- 時間よ止〜まれっ!発情させて!ヤリまくり!（5月21日、アイエナジー）出演:星野あかり、東野愛鈴
- 強制アナル 輪姦ギャル（8月5日、フリーダム）共演:RUMIKA、ひなのりく、相田まどか
- 完全主観 脚コキバイオレンス（8月5日、フリーダム）共演:RUMIKA、ひなのりく、相田まどか
- 最強ギャルの残酷暴虐（8月5日、フリーダム）共演:RUMIKA、ひなのりく、相田まどか
- 美少女の足裏 14（8月5日、フリーダム）出演:ひなのりく、北島玲、須真杏里、RUMIKA、麻美らん、加藤ゆめ、真咲南朋
- 完全主観 何だか今日はモテちゃうなぁ〜（8月6日、アキノリ）出演:ひなのりく、RUMIKA、光矢れん
- 素行の悪い10代家出ギャルを拉致・監禁・中出しレイプ!!家出ギャルGメン!!!（9月5日、GARCON）出演:遠藤瀬梨那、梨杏 ほか
- 若妻レズビアン（10月19日、アンナと花子）共演:成島りゅう
- 本物ラウンドガール（11月6日、クリスタル映像）出演:向井ゆうき、夢見ほのか
- E-BODY SPECIAL -肉食獣の宴（12月13日、E-BODY）出演:愛沢蓮、諸星セイラ、松生彩、有沢実紗、芹沢もえ、福山優、並木るか、星優乃

2010年
- 肉食獣の宴 第二夜 〜着ててもわかる、イーボディ。…(1月13日、E-BODY)他出演:愛沢蓮、松生彩、有沢実紗、 星優乃など
- 膣中イカセ4時間（11月7日、エスワン）他出演：蒼井そら、吉沢明歩、みひろなど

2011年
- みずから腰を振るエロいお姉さん（2月4日、グレイズ）他出演：鮎川なお、浜崎りお（森下えりか、篠原絵梨香）、春名えみ、深田梨菜（深田梨奈）、夢見ほのか

## 出演

### テレビドラマ
- ドラマ24（テレビ東京）
  - 死化粧師 - 第1話 （2007年10月5日）
  - 秘書のカガミ -第9話 （2008年6月6日） - 遠藤リサ 役
  - 嬢王 Virgin （2009年10月 - ）
- 特命係長 只野仁 4thシーズン -第36話「解き明かされた5年前の真実」（2009年2月12日、テレビ朝日）
- ラスト・フレンズ -第1話 （2008年4月10日、フジテレビ）
- 怨み屋本舗 スペシャル2〜マインドコントロールの罠〜（2009年1月7日、テレビ東京）
- ドラマSP 誰かが嘘をついている（2009年10月6日、フジテレビ）
- 土曜ワイド劇場「炎の警備隊長・五十嵐杜夫8」（2010年1月16日、テレビ朝日）
- 熱海の捜査官（2010年8月6日、テレビ朝日）
- 宇宙犬作戦 第4話（2010年8月13日、テレビ東京） - 星団警察・女警官

### 映画
- 特命係長 只野仁 最後の劇場版（2008年12月16日、松竹）

### テレビバラエティー
- ロンドンハーツ （2009年8月18日、テレビ朝日） *ノンクレジット - 本人のブログ（夏川亜咲 にっぽんの夏blog）から

### インターネット
- 【GyaOジョッキー】デラ☆エロパラ(2009年7月7日ゲスト出演)
- デジキシン（シノヤマネット）

### Vシネマ
- 福まんの人妻　男を立たす法則（2009年、監督：松岡邦彦）共演：伊沢涼子、倖田李梨
- セブンカラーズ（2010年4月、竹書房）共演：あいださくら、倖田李梨、西野翔、浅乃ハルミ、成瀬心美
- セブンカラーズ2（2010年5月、竹書房）共演：あいださくら、倖田李梨、西野翔、浅乃ハルミ、成瀬心美
- DOKURO act1 act2（2010年3月、『アタッカーズ』共演:しまだ早希、早乙女ルイ）
- 新任女教師20 ひとりぼっちの献身 （2010年6月、『ティーエムシー』 共演:佳山三花）
- ダンプガール☆理央（2011年11月18日、オールインエンタテインメント）

### 舞台
- VIVID COLOR〜ヴィヴィッド カラー〜 （2009年12月17ー20日、下落合・TACCS1179）
- VIVID COLOR vol.2「pr'ism 〜prisoner ism〜」(2010年7月30日-8月2日、下落合・TACCS1179(俳協ホール) )
- 爆裂団旗揚げ公演「ZIPANG ZAPPER〜大江戸捜査忍法帳〜」(2010年9月10日ー13日、武蔵野芸能劇場)
- BOX54 7th Action 「face〜再会〜」 （2010年4月16日ー19日、荻窪メガバックスシアター）
- アフリカ座VIVID COLOR vol.3 「サリー【s'æli】」（2011年5月20日-23日、TACCS1179）
- アフリカ座VIVID COLOR vol.4「Re:born〜リボン〜」（2012年2月11日-14日、TACCS1179）
- アフリカ座VIVID COLOR vol.5「メティス〜Metis〜」（2012年9月8日-11日、TACCS1179）